# Музей Гленбоу
 Музей Гленбоу  (англ. Glenbow Museum) — музей в городе Калгари (провинция Альберта, Канада). 
Музей Гленбоу является одним из крупнейших музеев на западе Канады. Музей  в основном занимается документированием истории освоения и развития Западной Канады. Экспозиция разместилась в 20 залах общей площадью 8600 м². Музейная коллекция и насчитывает более миллиона предметов.

## История
Институт Гленбоу-Альберта  был образован в 1966 году, когда нефтяной магнат и меценат Эрик Л. Харви подарил свою обширную историческую коллекцию народу Альберты. Расположен в центре города Калгари через дорогу от Калгари-Тауэр. Институт управляет музеем Гленбоу, который открыт для широкой публики и в котором находится не только  его собственная музейная коллекция, но и очень обширное собрание произведений искусства, библиотека и архив.
Экспозиция музея состоит из 4-х основных разделов:
- История культуры
- Этнография
- Военная история
- Минералогия

## История культуры
Коллекция, посвящённая истории культуры, содержит более 100 тысяч предметов, происходящих из многих уголков Земли. Эти предметы помогают представить жизнь в Западной Канаде с конца XIX века до наших дней. С их помощью можно увидеть как люди зарабатывали себе на жизнь, как они отдыхали, каким богам поклонялись, как они одевались и питались. Коллекция  также включает в себя образцы керамики из Альберты и Западной Канады, а также коллекцию одежды, нумизматическую коллекцию и коллекцию, посвящённую исследованиям Севера.
Коллекция живописи музея поделена на 3 раздела по времени написания картин – до 1914 года, с 1915 по 1969 год, с 1970 года  до наших дней.
Наиболее интересными работами в коллекции являются:
- Франсис Анна Хопкинс, «Каноэ в тумане, Верхнее озеро» (1869)
- Эмили Карр, «Среди пихт» (1931)
- Джеймс Макдональд, «Озеро О’Хара в снегу»
- Джек Шедболт, «Геральдические формы» (1931)
- Уильям Брэдфорд, «Английская арктическая экспедиция по поиску Джона Франклина»
- Теофил Хамел, «Алфавит»
- Томас Мартин, «Поезд в горах»
- Джордж Агнью Рид[англ.], «У окна» (1888)
- Лионель Лемуана Фицджеральд, «Композиция № 1» (1951)
- Максвелл Беннетт Бейтс, «Девушка с желтыми волосами» (1956)

## Этнография
Этнографическая коллекция включает около 48 тысяч изделий, которые использовались коренными народами Северной Америки (индейцами и эскимосами), в частности Северной равнины, а также Северо-Западного побережья, Арктики и Субарктики, а также из некоторых регионов Южной Америки, Африки, Океании и Азии. 

## Военная история
Коллекция оружия включает около 26 тысяч предметов, охватывающих многие страны на протяжении почти пяти веков, в частности европейского, азиатского и североамериканского огнестрельного и холодного оружия. Также широко представлены японские доспехи и оружие, а также канадские медали и ордена.

## Минералогия
Обширная коллекция минералов музея включает в себя минералы и драгоценные и полудрагоценные камни со всего мира, но преобладают минералы, найденные в Западной Канаде. Наиболее ценные экземпляры минералов отобраны для выставки “Сокровища минерального мира", которая пользуется большой популярностью у  посетителей всех возрастов. Экспозиция выставки  включает в себя светящиеся в темноте минералы, пириты, которые также называют “золотом дураков”, и кристаллы горного хрусталя всех цветов радуги.

## Архив и библиотека
В архиве музея находится более 2 миллионов фотографий, а также неопубликованные рукописи, записки, документы, письма и дневники по истории Западной Канады. 
В библиотеке музея находится  более 100 тысяч книг, периодических изданий, газет, журналов, каталогов и редких карт, также с основным акцентом на Западную Канаду.
- Индейское каноэ в коллекции музея